# Université d'Ikela
L’université d'Ikela " UNIK" en sigle, est une université publique de la République démocratique du Congo, située dans la province de Tshuapa, ville d' Ikela. Ses langues d'enseignement sont :  le français et l'anglais.